# Chester Erskine
Pour les articles homonymes, voir Erskine.
Chester Erskine (parfois crédité Chester Erskin), né le 29 novembre 1905 à Hudson (État de New York), mort le 7 avril 1986 à Beverly Hills (Californie), est un producteur, réalisateur et scénariste américain.
Il est également acteur, dramaturge, metteur en scène et producteur pour le théâtre, en particulier à Broadway.

## Biographie
Au cinéma, Chester Erskine contribue à dix-sept films américains (voir la filmographie complète ci-dessous), comme producteur (six), réalisateur (huit), scénariste — ou adaptateur — (neuf), ou encore comme auteur de l'histoire originale ou de la pièce adaptée (quatre), entre 1933 et 1972. Ainsi, il est réalisateur, producteur et scénariste de L'Œuf et moi (1947), sans doute son film le mieux connu, premier d'une série cinématographique avec les personnages de Ma and Pa Kettle. Mentionnons également Un si doux visage (1952) d'Otto Preminger, inspiré d'une histoire écrite par lui.
Il est aussi producteur de télévision, à l'occasion de neuf épisodes (diffusés en 1955-1956) de la série TV Reader's Digest, sans compter une seconde adaptation en 1956, pour le petit écran, de Witness to Murder (d'abord un film en 1954, sous le même titre original — titre français : Témoin de ce meurtre —, dont il est scénariste et producteur).
Au théâtre, à Broadway, il collabore à seize pièces, principalement comme metteur en scène et, plus occasionnellement, comme acteur, dramaturge (parfois adaptateur) ou producteur, entre 1927 et 1966 — voir la rubrique "Théâtre" qui suit —.

## Théâtre
Pièces jouées à Broadway
- 1927 : Marionette, che passione ! (Puppets of Passion) de Pier Maria Rosso di San Secondo, adaptation d'Ernst Boyd et Eduardo Ciannelli, mise en scène de David Burton, avec Eduardo Ciannelli, Rose Hobart, Frank Morgan, Erskine Sanford (acteur)
- 1927-1928 : What Do We Know ? de (et avec) Olga Petrova (acteur)
- 1929 : Harlem de William Jourdan Rapp et Wallace Thurman, avec Ernest Whitman (metteur en scène)
- 1930 : The Last Mile de John Wexley, production d'Herman Shumlin, avec Joseph Calleia, Henry O'Neill, Spencer Tracy, Ernest Whitman (metteur en scène)
- 1930 : Stepdaughters of War de Kenyon Nicholson, avec Warren William (metteur en scène)
- 1931 : Szereten egy szinesznot (I Love an Actress) de László Fodor, avec Walter Abel, Etienne Girardot, John Williams (adaptateur et metteur en scène)
- 1931 : Lui (He) d'Alfred Savoir, avec Violet Kemble-Cooper, Tom Powers, Claude Rains, Edward Rigby (adaptateur et metteur en scène)
- 1932 : Never No More de James Knox Millen (metteur en scène)
- 1932 : Red Planet de John L. Balderston et J. E. Hoare, avec Richard Whorf, Leonard Willey (metteur en scène)
- 1935 : De Luxe de Louis Bromfield et John Gearon, avec Melvyn Douglas, Cora Witherspoon (metteur en scène et producteur)
- 1936 : Le Puritain (The Puritan), d'après le roman éponyme de Liam O'Flaherty, avec Gavin Muir, Denis O'Dea (adaptateur, metteur en scène et producteur)
- 1937 : Siege d'Irwin Shaw, avec Abner Biberman, Rose Hobart, Sheldon Leonard (metteur en scène)
- 1938 : The Good, avec Robert Keith (auteur et metteur en scène)
- 1940 : The Weak Link d'Allan Wood, avec Hume Cronyn, Lloyd Gough (metteur en scène et producteur)
- 1942 : Lune noire (The Moon is down), adaptation du roman éponyme de John Steinbeck, avec Lyle Bettger, Russell Collins, Otto Kruger, Ralph Morgan, Joseph Sweeney (metteur en scène)
- 1966 : Venus Is, musique de scène de Sol Kaplan (auteur)

## Filmographie complète

### Au cinéma
- 1933 : Master of Men de Lambert Hillyer (histoire)
- 1934 : Midnight ou Call It Murder, avec Sidney Fox, Henry Hull, Humphrey Bogart (producteur, réalisateur et scénariste)
- 1936 : Frankie and Johnnie, avec Helen Morgan, Walter Kingsford, Chester Morris (réalisateur, conjointement avec John H. Auer)
- 1945 : The Sailor takes a Wife de Richard Whorf (pièce)
- 1947 : L'Œuf et moi (The Egg and I) (réalisateur, producteur et scénariste)
- 1948 : Ils étaient tous mes fils (All my Sons) d'Irving Reis (adaptateur de la pièce éponyme d'Arthur Miller et producteur)
- 1949 : Le Faux Pas (en) (Take One False Step) (Take One False Step), avec William Powell, Shelley Winters, Marsha Hunt, James Gleason (producteur, réalisateur et scénariste)
- 1952 : La Belle de New York (The Belle of New York) de Charles Walters (scénariste)
- 1952 : Une fille dans chaque port (A Girl in Every Port), avec Groucho Marx, Marie Wilson, William Bendix, Don DeFore (réalisateur et scénariste)
- 1952 : Un si doux visage (Angel Face) d'Otto Preminger (histoire)
- 1952 : Androclès et le Lion (Androcles and the Lion), avec Jean Simmons, Victor Mature (adaptateur et réalisateur ; + réalisateur non crédité : Nicholas Ray)
- 1953 : Même les assassins tremblent (Split Second) de Dick Powell (histoire)
- 1954 : Témoin de ce meurtre (Witness to Murder) de Roy Rowland (producteur et scénariste)
- 1959 : L'Aventurier du Rio Grande (The Wonderful Country) de Robert Parrish (producteur)
- 1970 : Les Héros de Yucca (The Invincible Six) de Jean Negulesco (scénariste)
- 1971 : A Change in the Wind (réalisateur)
- 1972 : Irish Whiskey Rebellion, avec William Devane, Richard Mulligan (réalisateur)

### À la télévision (séries)
- 1955-1956 : TV Reader's Digest, Saisons 1 et 2, neuf épisodes (producteur)
- 1956 : Lux Video Theatre (en), Saison 6, épisode 18 Witness to Murder de Buzz Kulik (scénariste ; seconde adaptation, après le film pré-cité du même titre, de 1954)